# Fördraget i Pittsburgh 1775
Fördraget i Pittsburgh 1775 slöts mellan Kontinentalkongressen och Virginia å ena sidan och Shawnee, Lenni Lenape, Mingo, Seneca, Wyandot, Potawatomi och Odawaa å andra sidan.

## Innehåll
- Fort Stanwix-linjen bekräftades, det vill säga Ohiofloden som nordgräns för amerikansk jordbrukskolonisation.[1]
- Indianerna förband sig vara neutrala i kampen mellan de Tretton kolonierna och den brittiska kronan.[1]

## Konsekvenser
När Cornstalk, ledaren för shawneernas fredsfalang, 1777 mördades av amerikanska soldater, började shawneerna en serie anfall mot de amerikanska bosättningarna i Kentucky. De blev sedan involverade i det nordamerikanska frihetskriget, som stridande part allierad med den brittiska kronan.